# Ian Richardson
Ian William Richardson (Edimburgo, 7 aprile 1934 – Londra, 9 febbraio 2007) è stato un attore britannico.

## Biografia
Nato da John Richardson e Margaret Drummond, Richardson fece le sue prime esperienze come attore nella scuola Tynecastle a Edimburgo. Successivamente continuò gli studi alla scuola di Arte Drammatica a Glasgow, dove nel 1957 ricevette la medaglia d'oro James Bridie. Nel 1958 si unì alla compagnia del Birmingham Repertory Theatre, con la quale interpretò Amleto. Nel 1960 entrò a far parte della Royal Shakespeare Company (allora si chiamava Shakespeare Memorial Theatre) e fu acclamato per le numerose interpretazioni ne Il mercante di Venezia, La dodicesima notte, Il racconto d'inverno, Molto rumore per nulla, Sogno di una notte di mezza estate, La bisbetica domata, La commedia degli errori e Re Lear.
Nel 1966 acquistò notorietà internazionale per l'interpretazione di Jean Paul Marat nel film Marat/Sade, diretto da Peter Brook. Nel 1968 ritornò a interpretare un altro personaggio scespiriano: Oberon, il re delle fate, in una trasposizione cinematografica del Sogno di una notte di mezza estate, diretto da Peter Hall, accanto a Judi Dench, Diana Rigg e Helen Mirren. Nel 1990 lavorò con Paul Seed per la realizzazione della miniserie House of Cards, dove interpretò la parte del protagonista Francis Urquhart, conquistando il British Academy Television Awards come miglior attore.
Ian Richardson morì nel sonno a causa di un arresto cardiaco il 9 febbraio 2007, all'età di 72 anni. Secondo il suo agente non era malato, poiché di fatto la settimana successiva avrebbe dovuto iniziare le riprese di un episodio della serie L'ispettore Barnaby. La moglie Marussja Frank e il figlio Miles decisero di disperdere le sue ceneri nelle fondamenta della sala del teatro Royal Shakespeare Theatre di Stratford durante il corso della sua ristrutturazione nel 2008.

## Filmografia parziale

### Cinema
- Marat/Sade, regia di Peter Brook (1966)
- A Midsummer Night's Dream, regia di Peter Hall (1968)
- L'uomo della Mancha (Man of La Mancha), regia di Arthur Hiller (1972)
- Le avventure di Charles Darwin (The Darwin Adventure), regia di Jack Couffer (1972)
- Brazil, regia di Terry Gilliam (1985)
- Whoops Apocalypse, regia di Tom Bussmann (1986)
- Grido di libertà (Cry Freedom), regia di Richard Attenborough (1987)
- Quarto protocollo (The Fourth Protocol), regia di John Mackenzie (1987)
- Bruciante segreto (Burning Secret), regia di Andrew Birkin (1988)
- Rosencrantz e Guildenstern sono morti (Rosencrantz and Guildenstern Are Dead), regia di Tom Stoppard (1990)
- L'anno della cometa (Year of the Comet), regia di Peter Yates (1992)
- M. Butterfly, regia di David Cronenberg (1993)
- Vita da principesse (B*A*P*S), regia di Robert Townsend (1997)
- Incognito, regia di John Badham (1997)
- Dark City, regia di Alex Proyas (1998)
- La carica dei 102 - Un nuovo colpo di coda (102 Dalmatians), regia di Kevin Lima (2000)
- La vera storia di Jack lo squartatore - From Hell (From Hell), regia di Albert e Allen Hughes (2001)
- Joyeux Noël - Una verità dimenticata dalla storia (Joyeux Noël), regia di Christian Carion (2005)
- Becoming Jane - Il ritratto di una donna contro (Becoming Jane), regia di Julian Jarrold (2007)

### Televisione
- L'abbraccio dell'orso (Charlie Muffin), regia di Jack Gold – film TV (1979)
- La talpa (Tinker, Tailor, Soldier, Spy), regia di John Irvin – miniserie TV (1979)
- Il segno dei quattro (The Sign of Four), regia di Desmond Davis – film TV (1983)
- Il mastino di Baskerville (The Hound of the Baskervilles), regia di Douglas Hickox – film TV (1983)
- Lord Mountbatten l'ultimo viceré (Lord Mountbatten, the Last Viceroy) – miniserie TV (1985)
- Monsignor Quixote – serie TV, 1 episodio (1988)
- House of Cards – miniserie TV (1990)
- Il complotto per uccidere Hitler ( The Plot to Kill Hitler), regia di Lawrence Schiller – film TV (1990)
- Il fantasma dell'Opera (The Phantom of the Opera), regia di Tony Richardson – miniserie TV, 2 episodi (1990)
- Caterina di Russia (Catherine the Great), regia di Marvin J. Chomsky – miniserie TV (1996)
- Highlander – serie TV, episodio 6x03 (1997)
- Un'americana alla corte di Re Artù (A Knight in Camelot) – film TV (1998)
- Murder Rooms. Gli oscuri inizi di Sherlock Holmes (Murder Rooms: Mysteries of the Real Sherlock Holmes) – serie TV (2000)
- Nerone (Imperium: Nerone) – miniserie TV (2004)
- Miss Marple (Agatha Christie's Marple) – serie TV, episodio 1x01 (2004)
- Bleak House – serie TV (2005)

## Doppiatori italiani
Nelle versioni in italiano delle opere in cui ha recitato, Ian Richardson è stato doppiato da:
- Gianfranco Bellini in Grido di libertà, Il fantasma dell'Opera
- Gianni Marzocchi in L'uomo della Mancha
- Romano Ghini in Brazil
- Valerio Ruggeri in Quarto protocollo
- Giuseppe Rinaldi in Rosencrantz e Guildenstern sono morti
- Luca Biagini in House of Cards
- Sandro Iovino in L'anno della cometa
- Carlo Sabatini in M. Butterfly
- Walter Maestosi in Caterina di Russia
- Luciano De Ambrosis in Dark City
- Bruno Alessandro in Un'americana alla corte di Re Artù
- Paolo Lombardi in La carica dei 102 - Un nuovo colpo di coda
- Rino Bolognesi in Murder Rooms. Gli oscuri indizi di Sherlock Holmes
- Michele Kalamera in La vera storia di Jack lo squartatore - From Hell
- Dario Penne in Nerone
- Cesare Barbetti in Joyeux Noël - Una verità dimenticata dalla storia
- Franco Zucca in Becoming Jane - Il ritratto di una donna contro